# 公共廁所

公厕标誌／AIGA符号

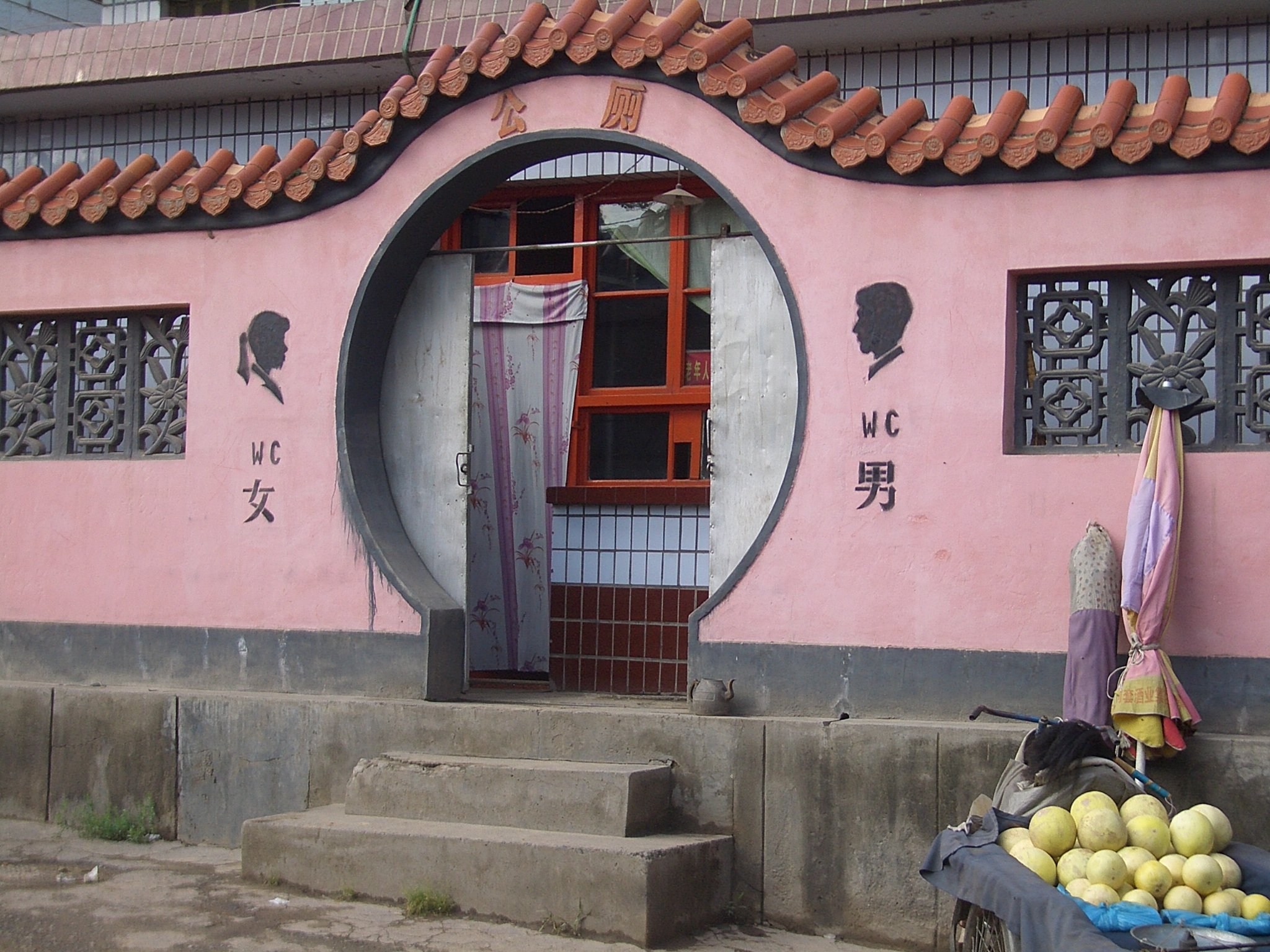
臨夏回族自治州中國風格公廁

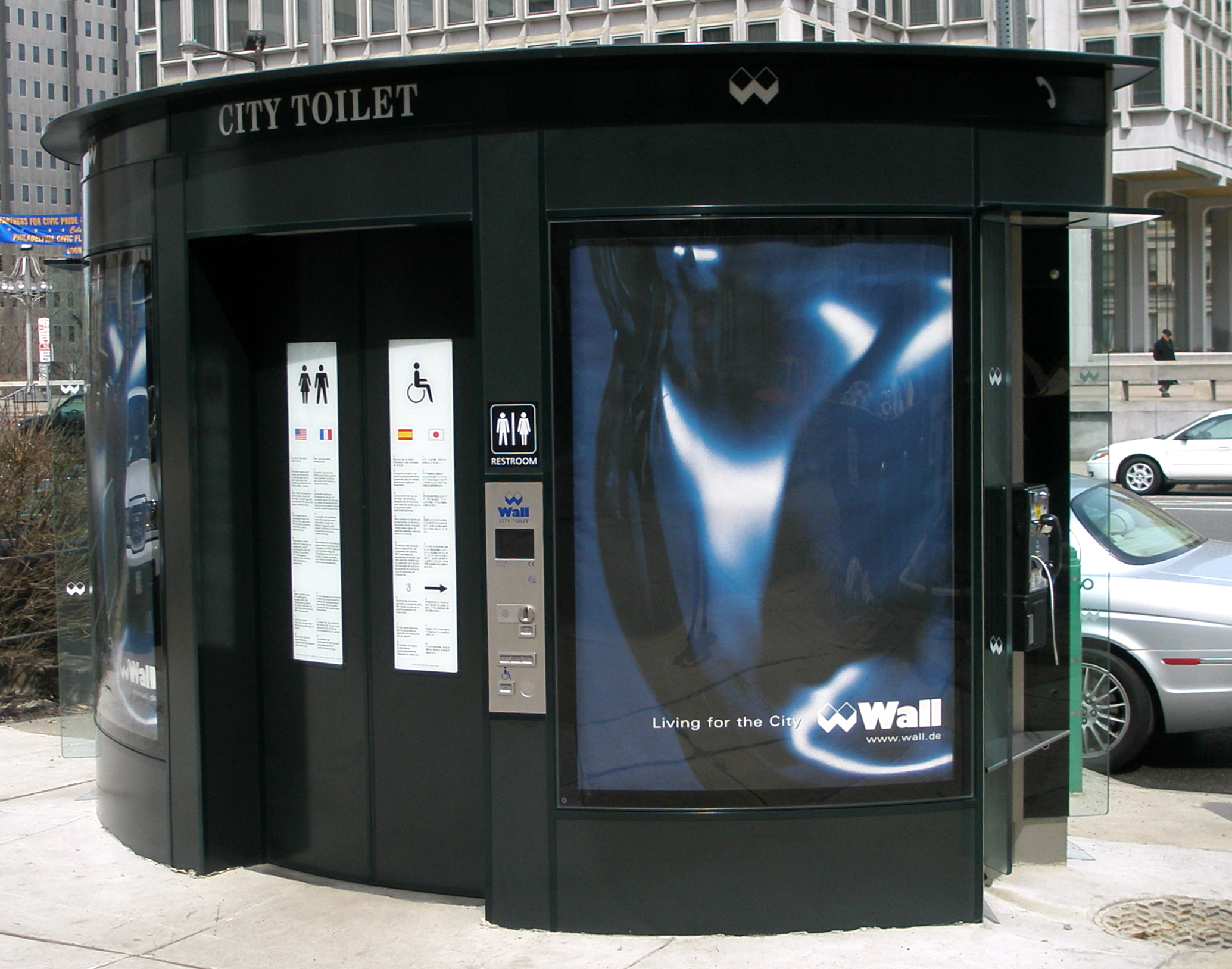
現代電腦化科技公廁，全自動整間沖刷洗滌，自動計時收費。

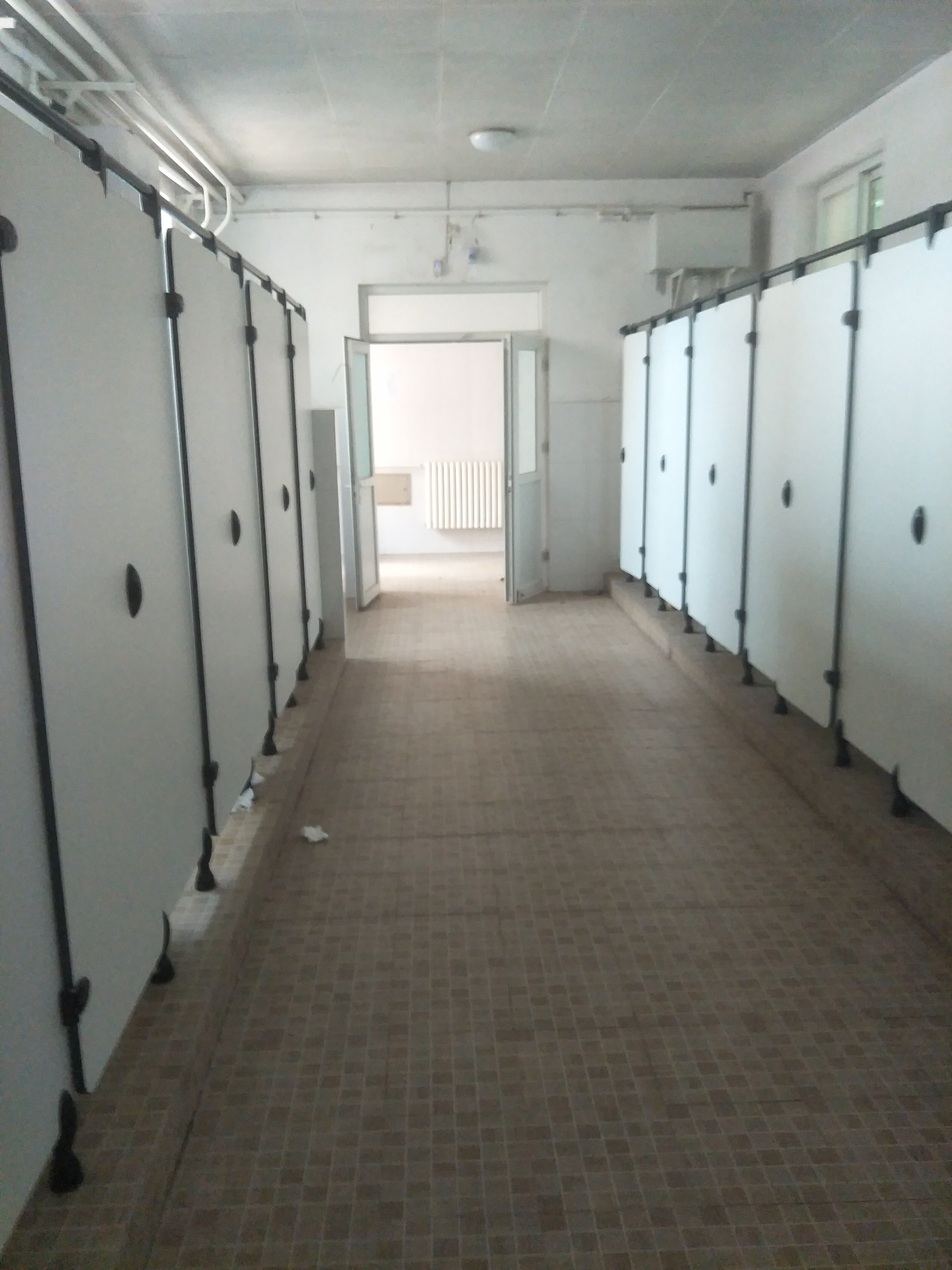
学校公廁（女厕）

公共廁所，簡稱公廁，文雅的稱為化粧室、洗手間或衛生間，广东口语称为屎坑，旧时也有茅厕、茅坑，指供公共使用的厕所。一部分公共廁所按照性別分為男廁、女廁，也有一些是不分性別的中性廁所（無性別廁所）。

## 設施

### 固定設備
公共廁所，通常包含下列固定設備：
- 小便斗（男廁）
- 馬桶
- 水龍頭
- 洗手台
- 烘乾機
- 鏡子
- 排氣扇
- 垃圾桶

### 消耗品
- 洗手液、肥皂
- 衛生紙
- 抹手紙
- 馬桶坐墊
- 馬桶消毒液

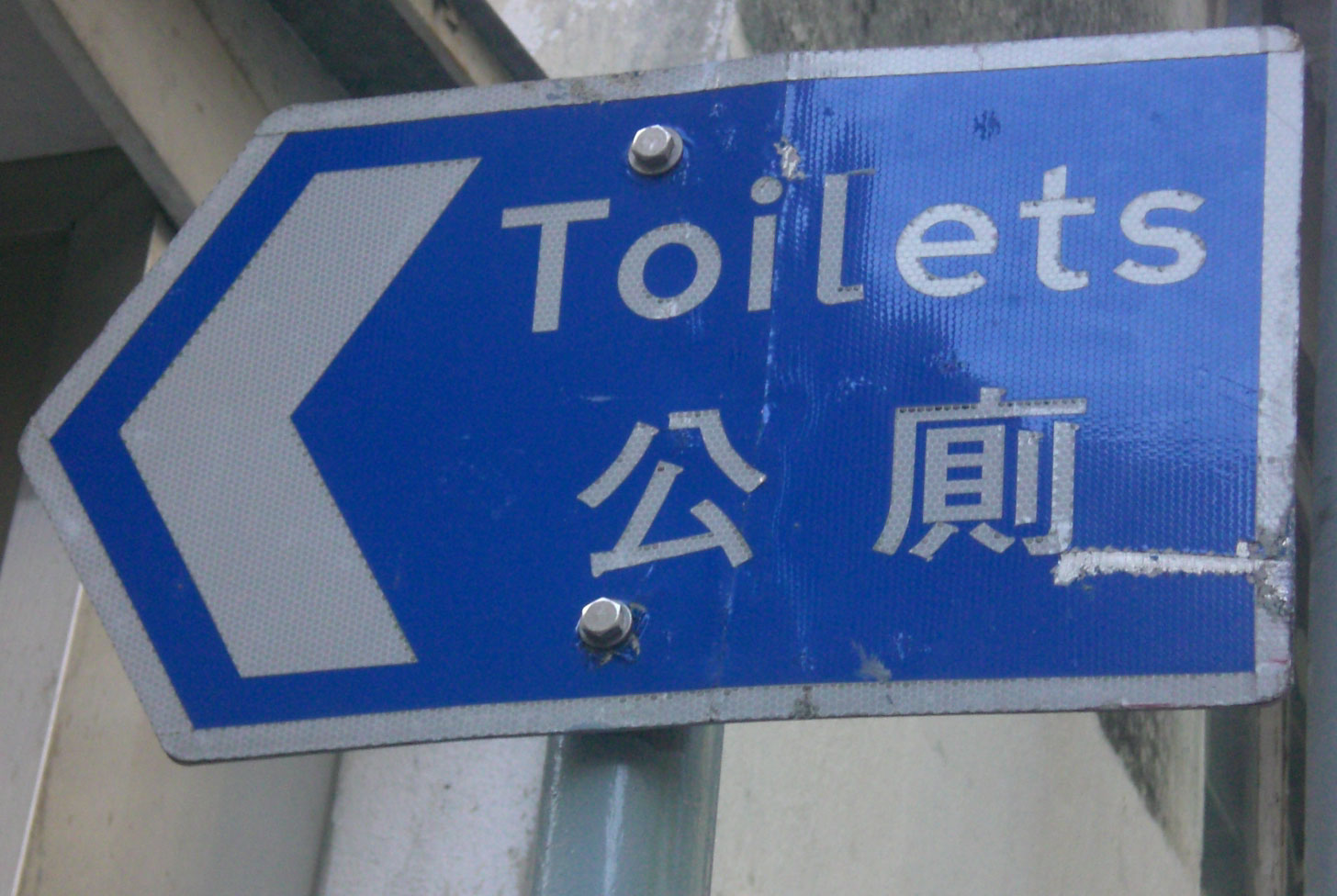
香港中英對照公厕指示牌
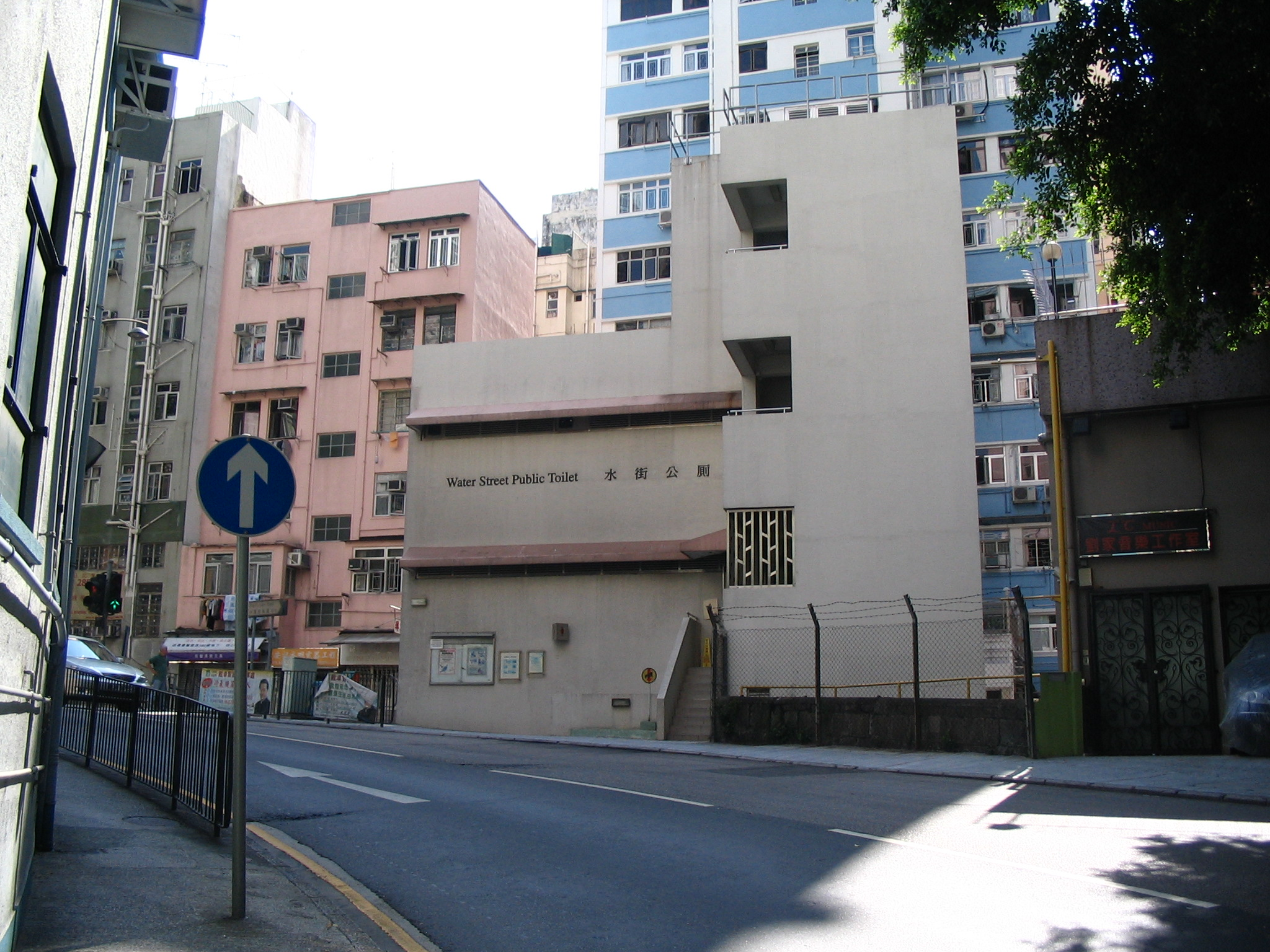
香港一座三層高的公廁建築
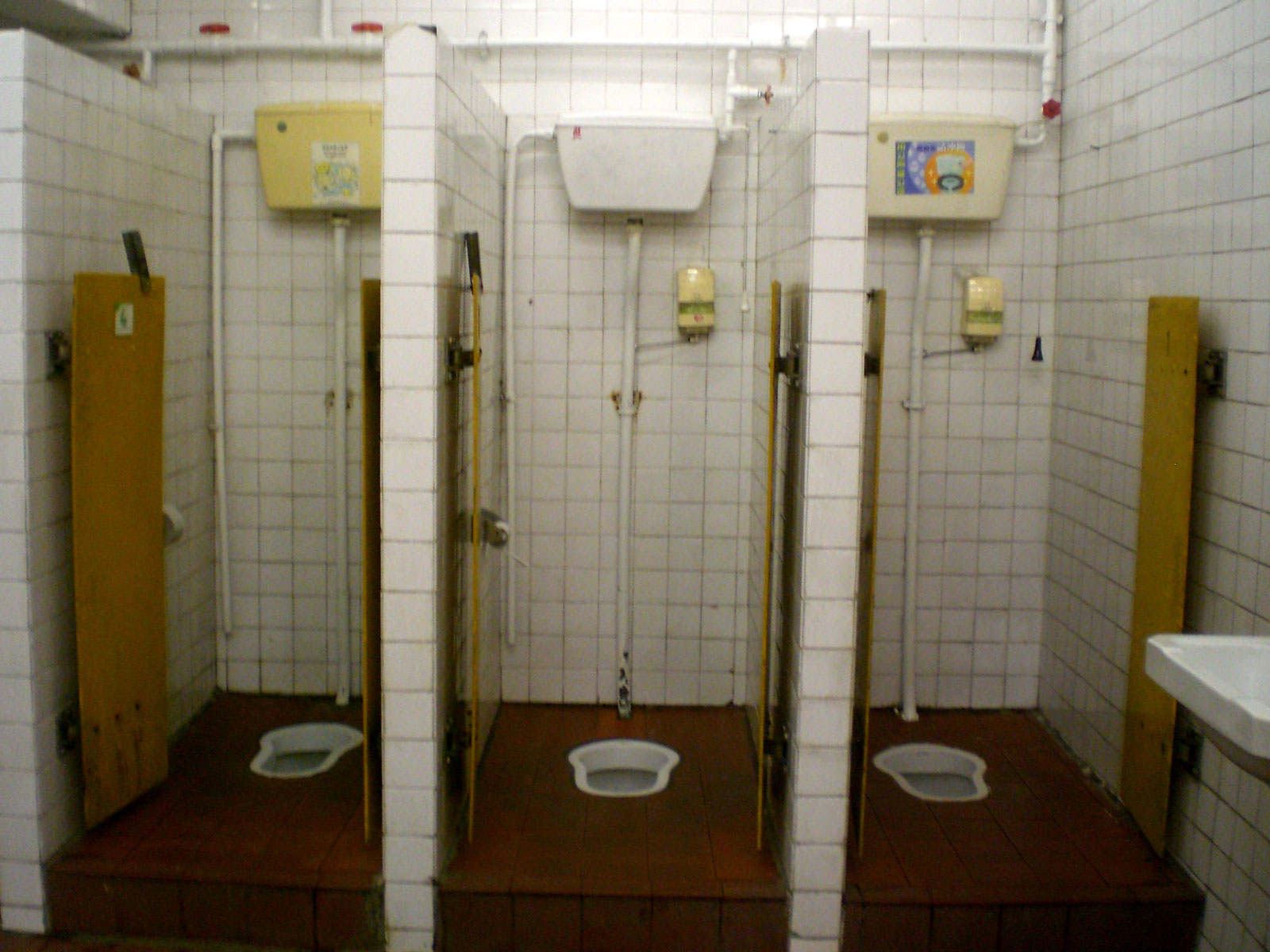
早期的獨立拉水蹲廁
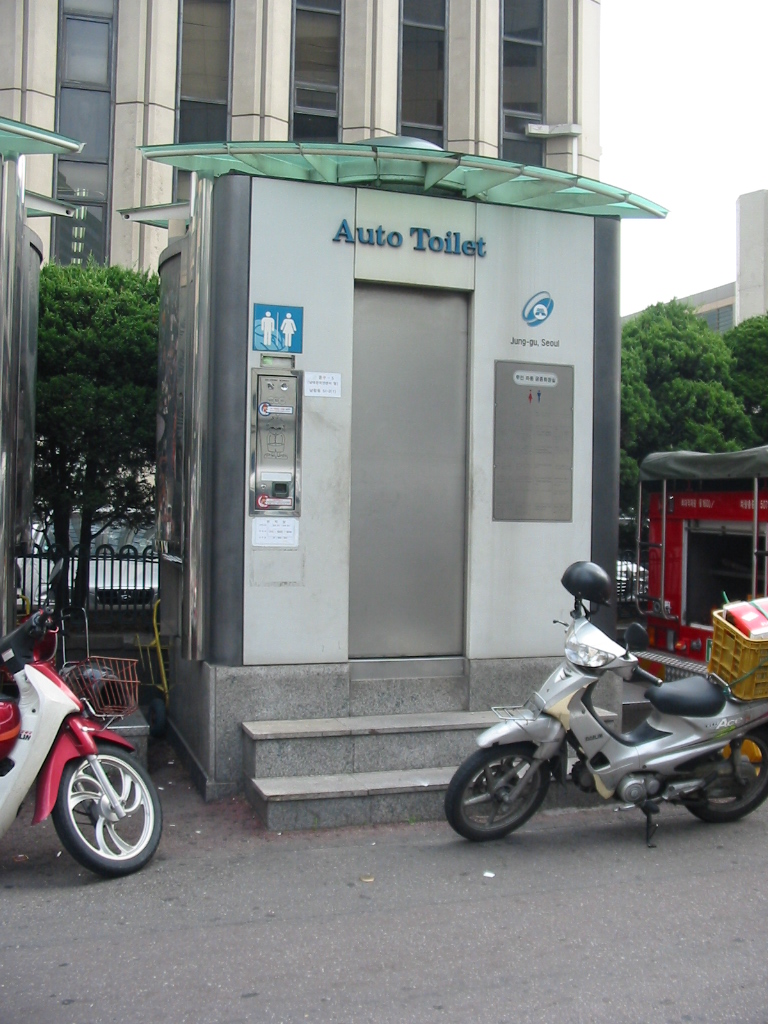
位於韓國首爾的自動收費公廁
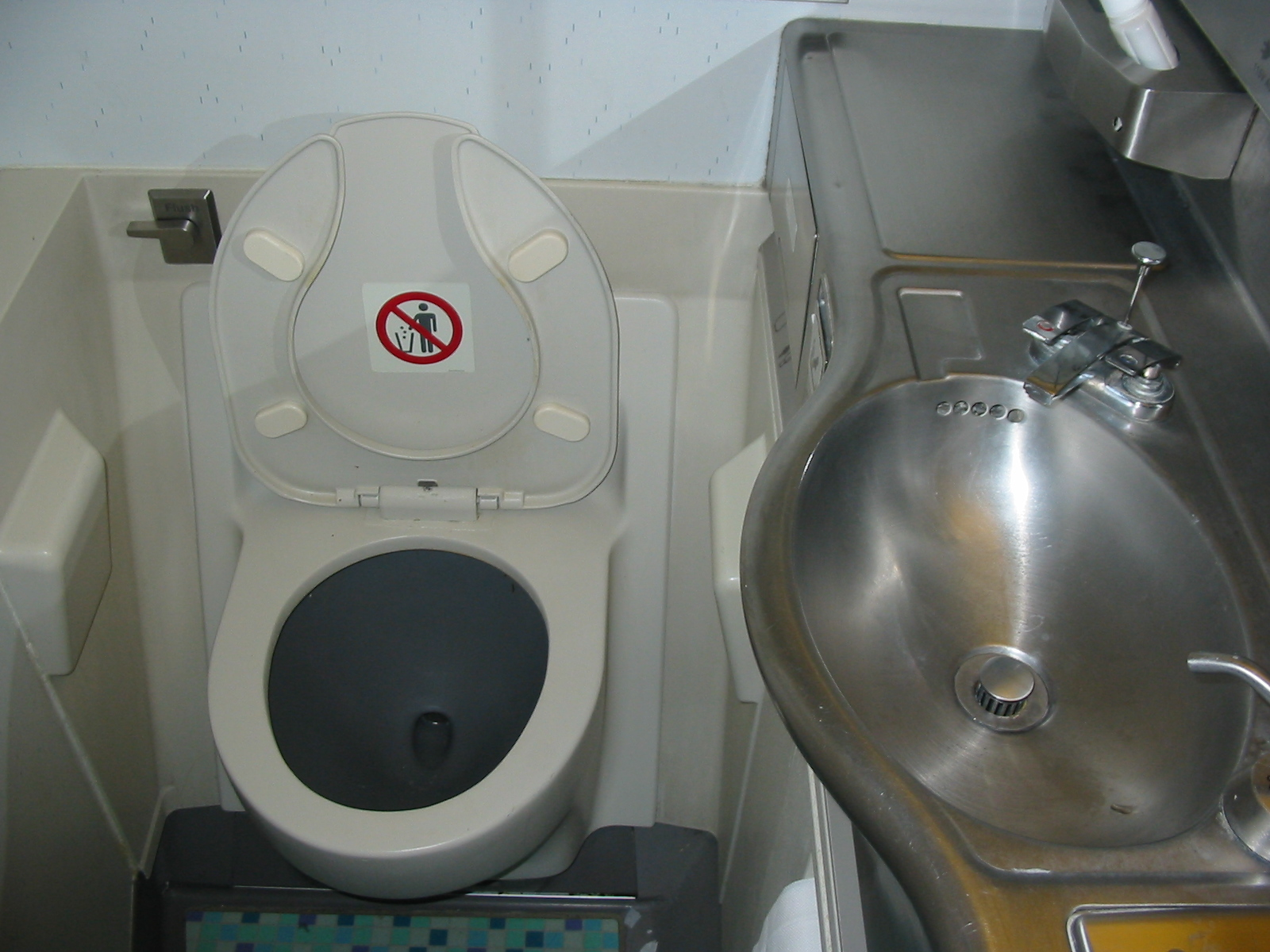
飛機上的真空廁所
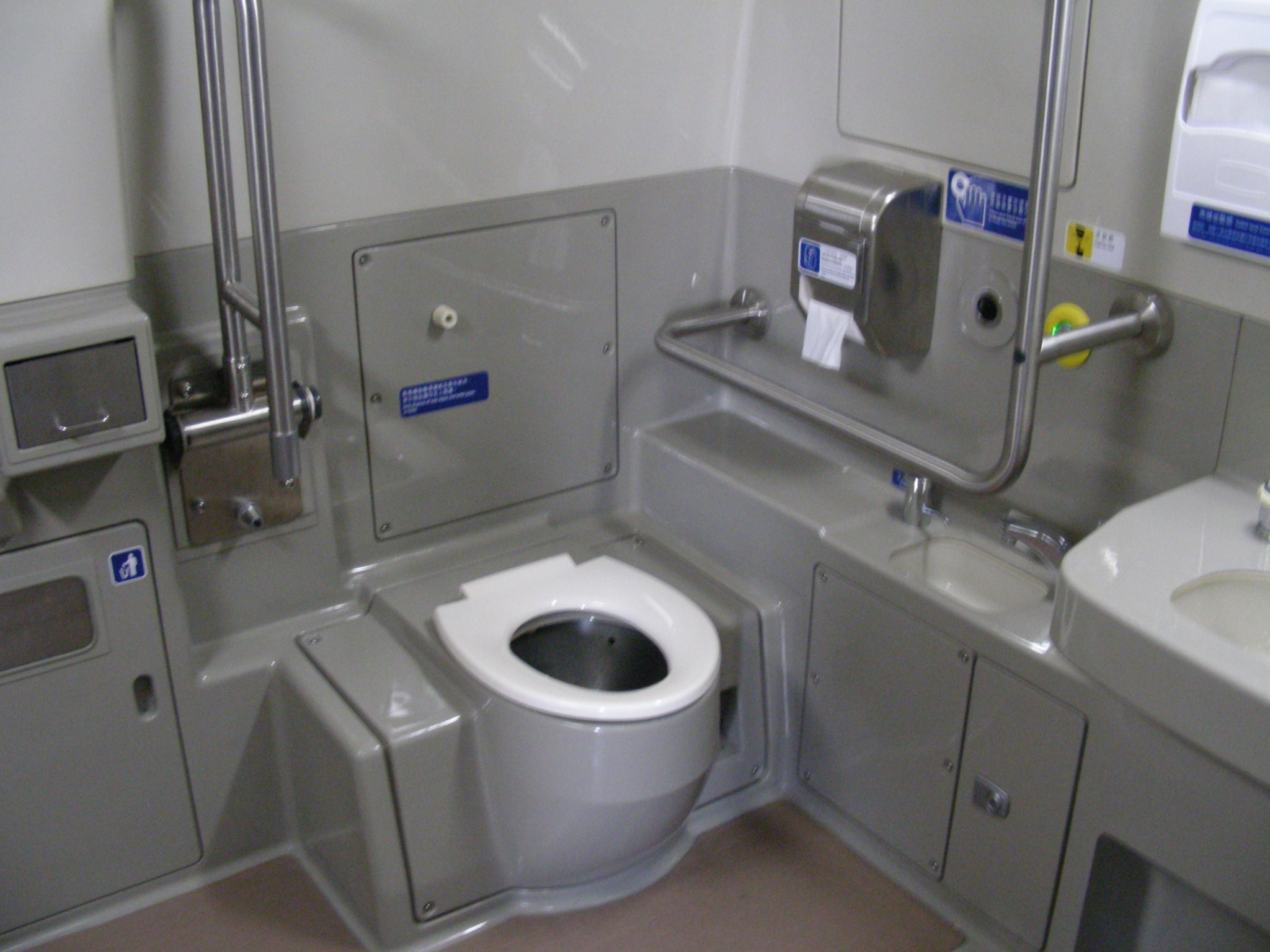
台灣高鐵700T型電聯車無障礙廁所

### 販賣機
- 衛生紙販賣機
- 衛生棉販賣機
- 安全套販賣機
- 肥皂販賣機

## 付費公廁
有些是免費向公眾開放，有些按顧客人次人頭進場費，可能送紙巾。但在中国曾经只是付费解手，纸巾须另外购买，价格要大约1元。
歷史上最早的收費公廁出現在公元74年的羅馬帝國。
歐洲有公廁是計時的，每15分鐘為一時段，超時不投幣，廁格門會自動彈開。
高級酒店或會所的公廁內，有服務員協助開水龍頭、送上白毛巾或抹手紙，自收小費的。

## 流动公厕
移動廁所是指可以搬移的公廁，馬桶較深以阻止臭味散發，一般不設洗手盆，多見於工地或或臨時性質的場地（例如集會遊行或演唱會場地），在原有公廁維修時也會使用。广州市曾有多种流动公厕出现过，也在上下九推出过“高级公厕”，须要投放2元硬币才能使用1分鐘，其中功能甚多，看电影、听音乐，有报时功能，能上网。使用时间为1分钟，加时须续费。但这种公厕成为全城笑话，出现数月后不見蹤影。

## 交通工具上的廁所
在民航飛機、鐵路、長途客車及郵輪上均設有廁所。
較舊款的鐵路列車（如中国铁路22B型客车等）採用直排式，即糞便等穢物直接排出路軌，因此這些廁所在停車及无砟轨道区段、隧道行駛時和在车站停靠时，不允許使用。另外，在列车途径部分城市市区时也被禁止使用。新式多采用集便器，為儲糞式。集便器在列車到終點後進入車場整備時或停靠大型车站时才清空，較為環保、衛生、方便和現代化。为防止堵塞，中国铁路部门规定禁止向集便器内投放任何物品。

## 大廈廁所
在部分商業大廈或商場，他的廁所是上鎖的,要向商戶或租戶借取鎖匙或智能卡才能使用，這類不算公廁。
大多數城市都有規定所有商業場所必須開放其廁所，例如食肆、商場等地方。

## 公共厕所带来的问题
- 公厕偷窥
- 衛生問題，如不少洗手間提供的洗手皂液、廁紙含菌量超標

## 另類用途
- 某些露宿者會於公廁內睡覺。
- 有些人會於公廁內進行該地方禁止或犯法的行為，例如於禁煙場所的公廁內吸煙，在公廁廁格內進行性行為，或於公廁內吸食毒品等。

## 廁所文化
源於公廁，如廁客在廁格門板後寫字作詩、歌頌時事、留電話自我介紹誠徵筆友甚至性伴侶，反映當地次文化。